# Słowa (singel)
Słowa – singel Gosi Andrzejewicz z 2006 roku.

## Informacje ogólne
Piosenka została oryginalnie wydana na debiutanckim albumie Gosi, zatytułowanym Gosia Andrzejewicz, w 2004 roku i już wtedy pojawiała się na radiowych listach przebojów.
W 2006 roku, po wydaniu reedycji debiutanckiego krążka, odbyła się ogólnopolska premiera utworu, który stał się jednym z największych przebojów Gosi Andrzejewicz. Piosenka zdobyła IV miejsce w plebiscycie na Przebój 2006 Roku na portalu NetFan.pl oraz XIII miejsce w plebiscycie Przebój Roku 2006 radia RMF FM. Piosenka została nagrana również w wersji anglojęzycznej, pod tytułem „Words”.
Teledysk do piosenki został nakręcony 19 lipca 2006 w Świnoujściu, a jego premiera odbyła się 25 lipca. Wideoklip znalazł się na pierwszych miejscach list najchętniej oglądanych teledysków na portalach Onet.pl oraz Interia.pl.

## Pozycje na listach
| Lista                       | Pozycja |
| --------------------------- | ------- |
| Codzienna Lista Przebojów   | 1       |
| POPLista                    | 1       |
| Szczecińska Lista Przebojów | 3       |